# Shiku Song
 (octobre 2012).
Pour plus de détails, voir Fiche technique et Distribution.
Shiku Song est un court métrage d'animation kényan réalisé en 2004.

## Synopsis
Shiku ne peut pas jouer de la flûte comme il le voudrait, persécuté par son oncle, mais un papillon vole à son secours.